# Piotr Almato
Piotr Józef (Pere Josep) Almató i Ribera Auras (ur. 1 listopada 1830 r. w Sant Feliu Sasserra, Barcelona (prowincja) w Hiszpanii – zm. 1 listopada 1861 r. w Hải Dương w Wietnamie) – dominikanin, misjonarz, męczennik, święty Kościoła katolickiego.

## Życiorys
Jego rodzicami byli Antonia i Salvio Armato, który był lekarzem. Piotr Almato już w dzieciństwie chciał zostać księdzem. Gdy miał 15 lat rodzina pozwoliła mu wstąpić do seminarium duchownego. Zgodnie z radą św. Antoniego Clareta wstąpił do zakonu dominikanów w Ocaña. Święcenia kapłańskie przyjął w Mianilii w 1853 r. W 1855 r. otrzymał zgodę na udanie się na misje do Wietnamu. Został tam towarzyszem i uczniem biskupa Berrio-Ochoa. Razem z nim przemieszczał się z miejsca na miejsce i ukrywał. Został aresztowany w październiku 1861 r. Trzymano go w klatce. Został ścięty 1 listopada 1861 r. razem z biskupem Hermosilla.

## Kult
Dzień wspomnienia: 24 listopada w grupie 117 męczenników wietnamskich.

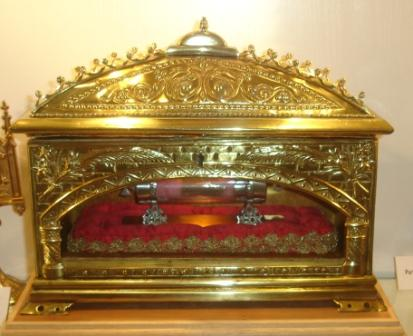
Relikwiarz św. Piotra Almato, kościół w San Feliu Saserra

Beatyfikowany 20 maja 1906 r. przez Piusa X. Kanonizowany przez Jana Pawła II 19 czerwca 1988 r. w grupie 117 męczenników wietnamskich.